# سیارک ۸۱۱۱
سیارک ۸۱۱۱ (به انگلیسی: 8111 Hoepli، نامگذاری:1995GE) هشت هزار و صد و یازدهمین سیارک کشف شده‌است که در ۲ آوریل ۱۹۹۵ کشف شد.
قدر مطلق سیارک برابر ۱۳٫۸۰ است.